# Ría Deseado

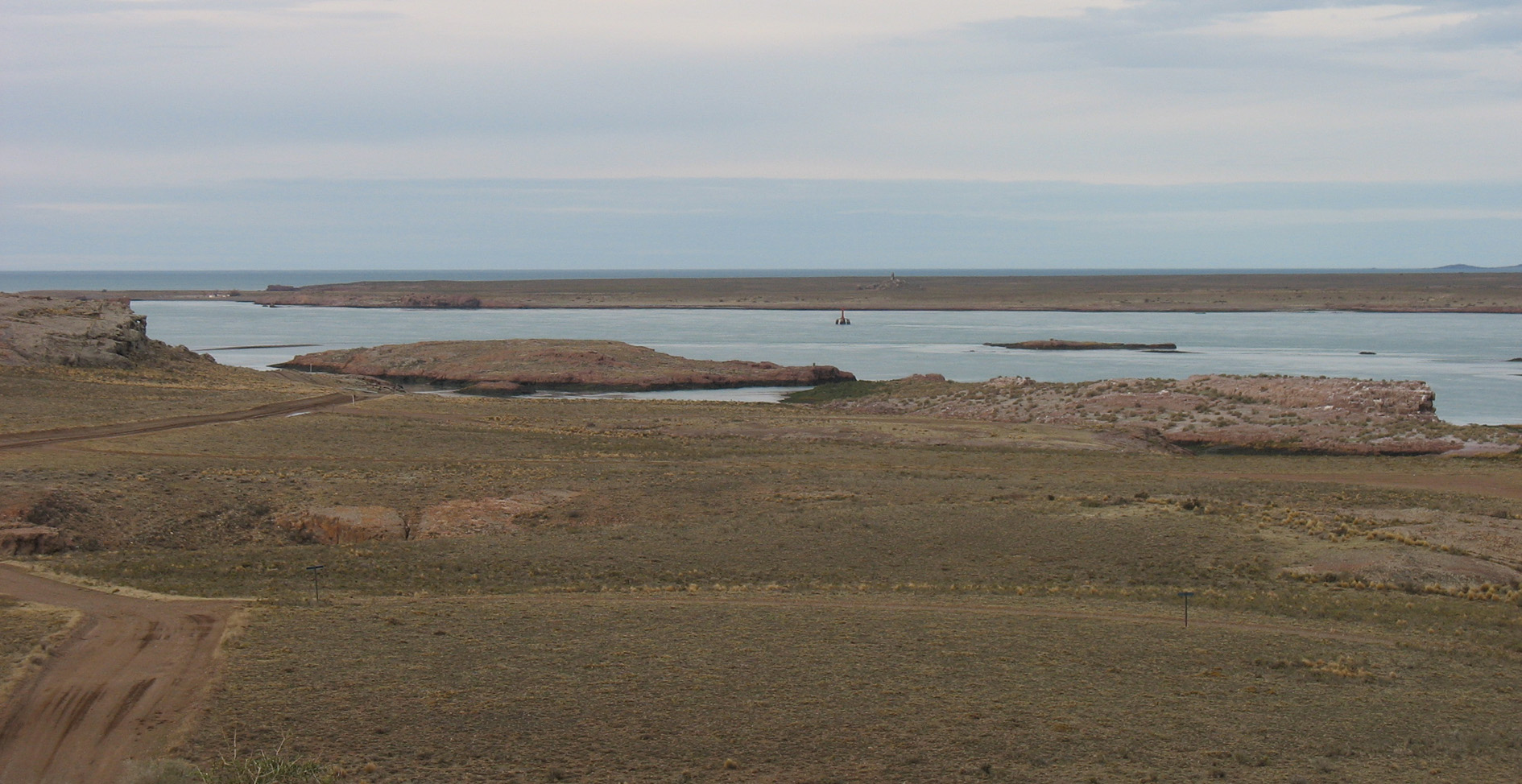
Vista desde la margen norte del tramo central de la ría Deseado.

La Ría Deseado se forma luego de la desembocadura del río Deseado en la zona norte de la provincia de Santa Cruz, Argentina. Se trata de un estuario con gran importancia biológica declarado reserva natural provincial. En su margen norte se ubica la ciudad de Puerto Deseado.

## Características geológicas
Tiene una longitud aproximada de 50 a 53 km, desde el Paso Gregores o Marsicano hasta la boca del estuario, con un ancho de boca de aproximadamente 7 km entre punta Guanaco y península Foca. En su extremo occidental desemboca el río Deseado procedente de la región cercana al lago Buenos Aires, el cual actualmente permanece seco gran parte del año. Se sucede el cauce principal de la ría, en el cual predominan los fondos rocosos y en los lugares de poca corriente se forman bancos de fango, que pueden estar mezclados con pedregullo a lo largo de aproximadamente 15 km, luego se ensancha el canal durante los últimos 30 km hasta su desembocadura en el océano Atlántico. 
La margen norte del estuario está caracterizada por una serie de cañadones labrados sobre rocas de la formación bahía Laura, de variada longitud, que desembocan en la ría. Por su parte, en la margen sur estos cañadones son escasos y no han alcanzado el nivel de base actual, por lo que en algunos tramos se registran suaves planicies que llegan hasta la costa de la ría.

## Reserva natural
La reserva natural intangible para toda la ría Deseado fue llevada a cabo en 1977 mediante el decreto provincial n.º 1561/77, con el objetivo de preservar la flora y fauna costera presente en una superficie de 10 000 ha. correspondiente a la ecorregión estepa patagónica.

Esta reserva tiene una característica distintiva de las demás, y es que se trata del único río sudamericano que, en remotas épocas geológicas dejó de volcar sus aguas en el océano permitiendo que éste invadiera el antiguo cauce de 40 km hacia el interior del continente. Los espectaculares paisajes y la riqueza faunística se conjugan para hacer de la ría un verdadero tesoro de la naturaleza.
La ley n.º 3128 sancionada por la Legislatura de Santa Cruz el 22 de abril de 2010 creó la reserva provincial Ría Deseado en dos sectores de costa.

### Flora
La vegetación de la zona de tierra firme es de estepa arbustiva xerófila. Es principalmente notable la presencia de las especies de Atriplex sagittifolia, Atriplex lampa , de Schinus johnstonii  y de Mulinum spinosum. En las aguas de la ría existen verdaderos bosques submareales (inundados durante la marea alta o pleamar) de kelp o algas gigantes tales como la Macrocystis pyrifera  y diferentes especies de Porphyra (algas rojas).

### Riqueza faunística
La ría Deseado constituye una reserva natural de envergadura, única en la costa Patagónica y Argentina. En ella es posible encontrar al menos 34 especies de aves marinas y costeras que pueden ser observadas nidificando o utilizando como área de paso a la Ría Deseado, también se registran apostaderos de lobos marinos de un pelo (Otaria flavescens). 
Varias islas se encuentran en el interior de la ría Deseado, las cuales sirven de refugio natural a aves marinas y lobos marinos que se alimentan de la abundante fauna marina que ingresa con las mareas en la ría. Existen colonias de nidificación de gaviota cocinera (Larus dominicanus), el ostrero negro y el pato vapor volador. 
Otras especies presentes en los acantilados y costas de las distintas islas e islotes de la ría Deseado son: el cormorán imperial (Phalacrocorax atriceps), cormorán gris (P. gaimardi), cormorán de cuello negro (P. magellanicus), bigúa (P. olivaceus), garza bruja (Nycticorax nycticorax), gaviotín sudamericano (Sterna hirundinacea), gaviotín de pico amarillo (Thalasseus sandvicensis eurygnatha), gaviotín real (Sterna maxima), ostrero negro (Haematopus ater), gaviota cocinera (Larus dominicanus), gaviota austral (L. scoresbii), pato vapor volador (Tachyeres patachonicus), pato crestón (Lophonetta specularioides), skúa del sur (Catharacta antarctica).

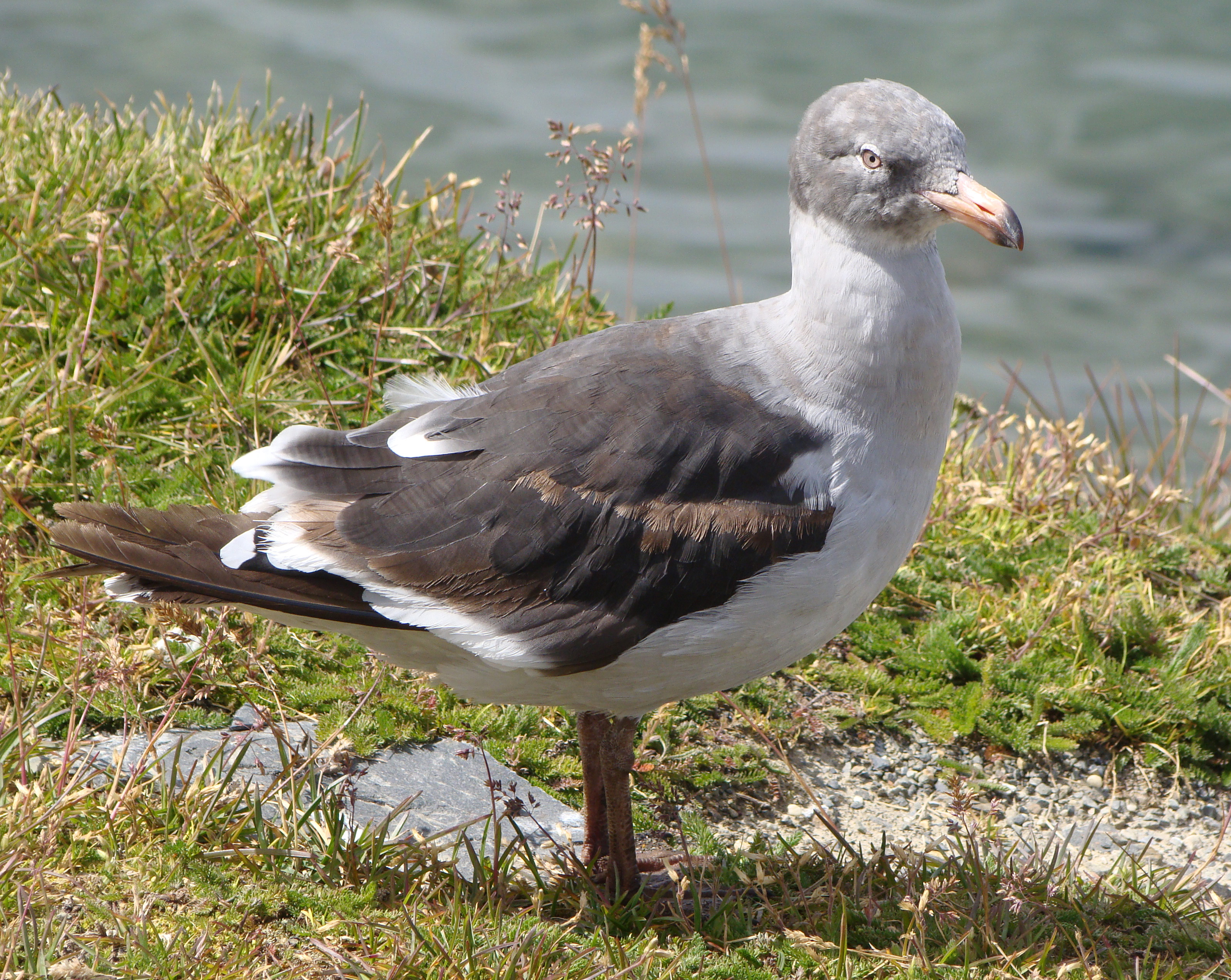
Gaviota austral  (Leucophaeus scoresbii). Espécimen immaduro.
Pingüino de Magallanes (Spheniscus magellanicus).
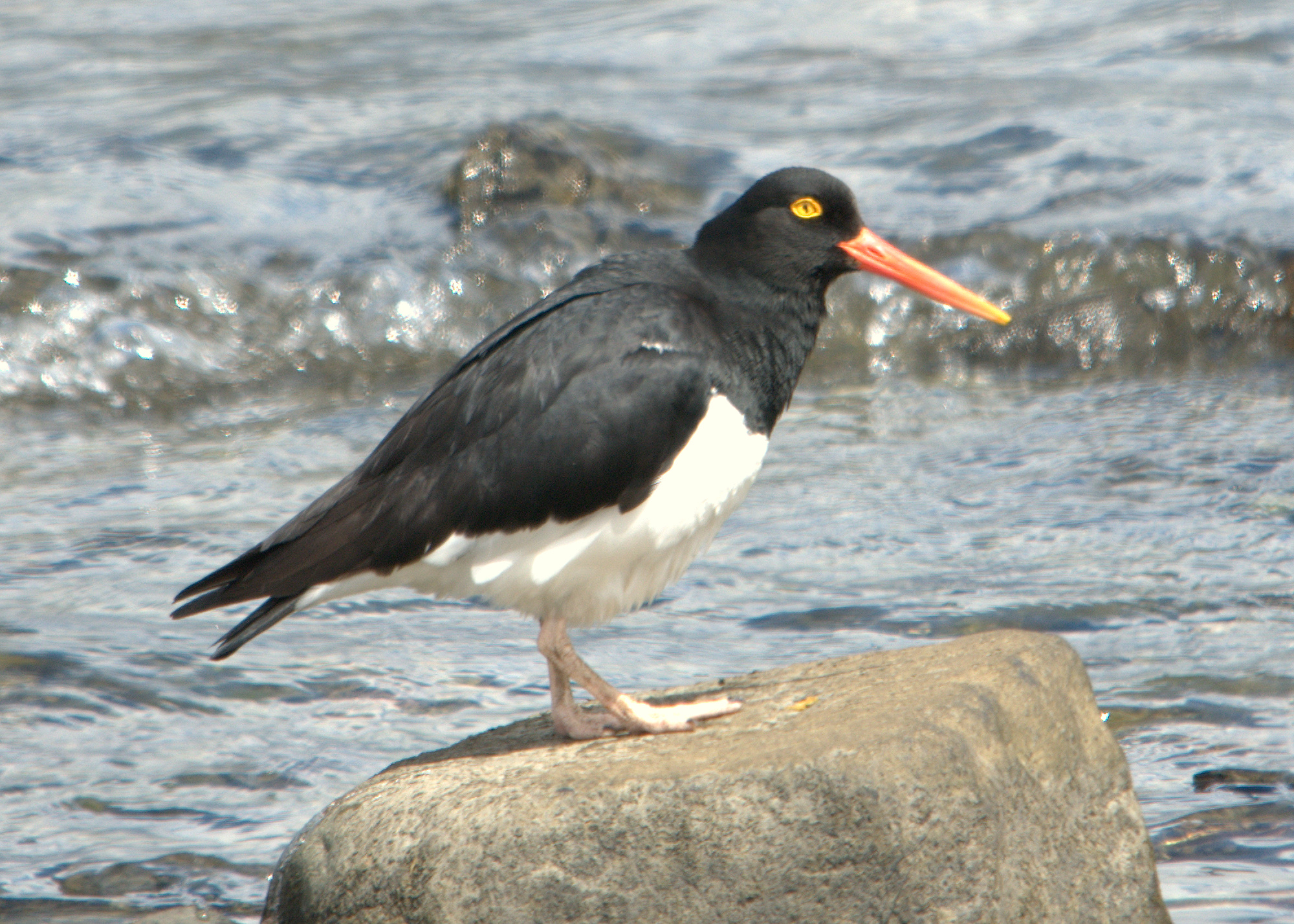
Ostrero magallánico (Haematopus leucopodus).
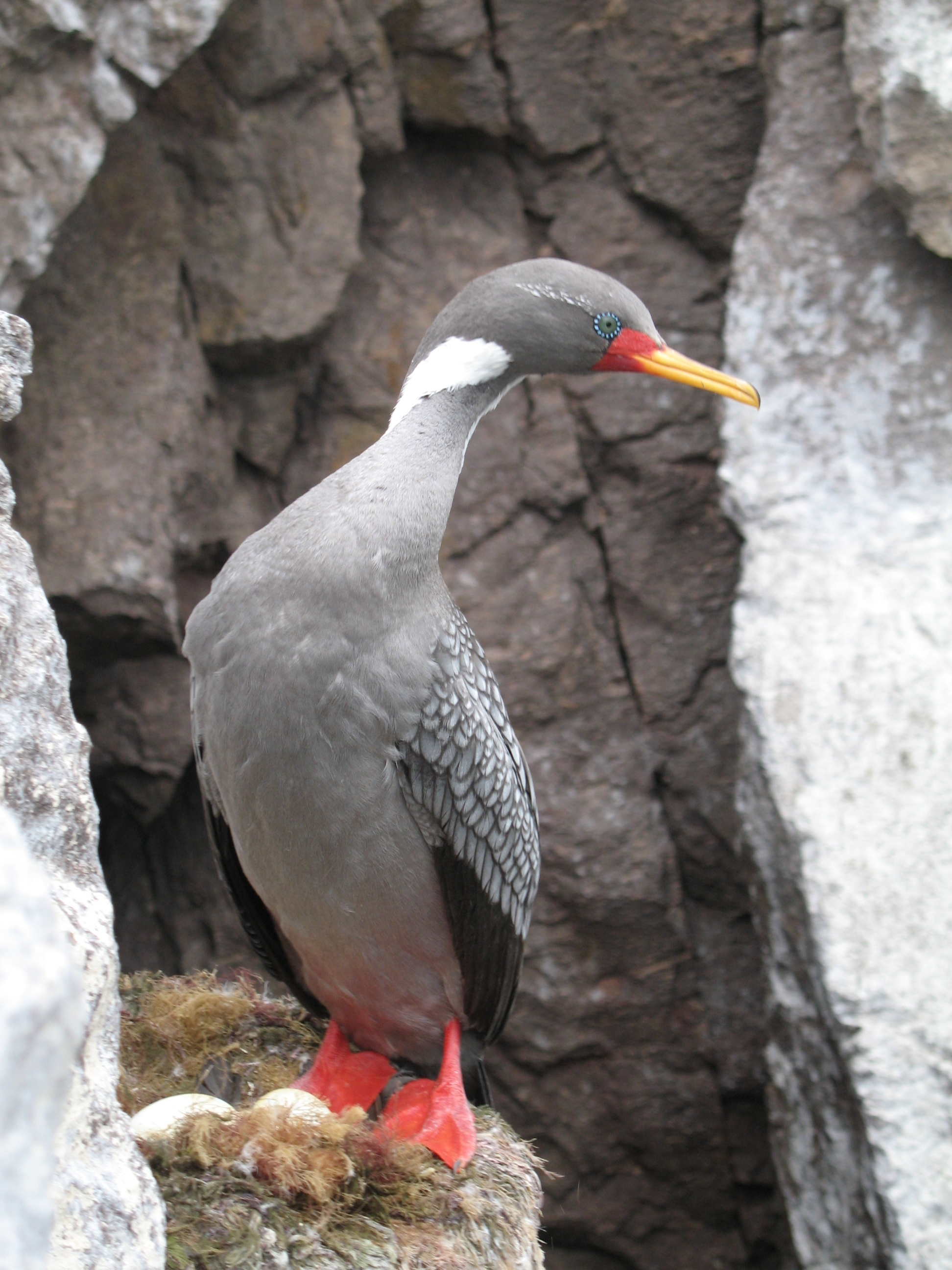
Cormorán gris (Phalacrocorax gaimardi)
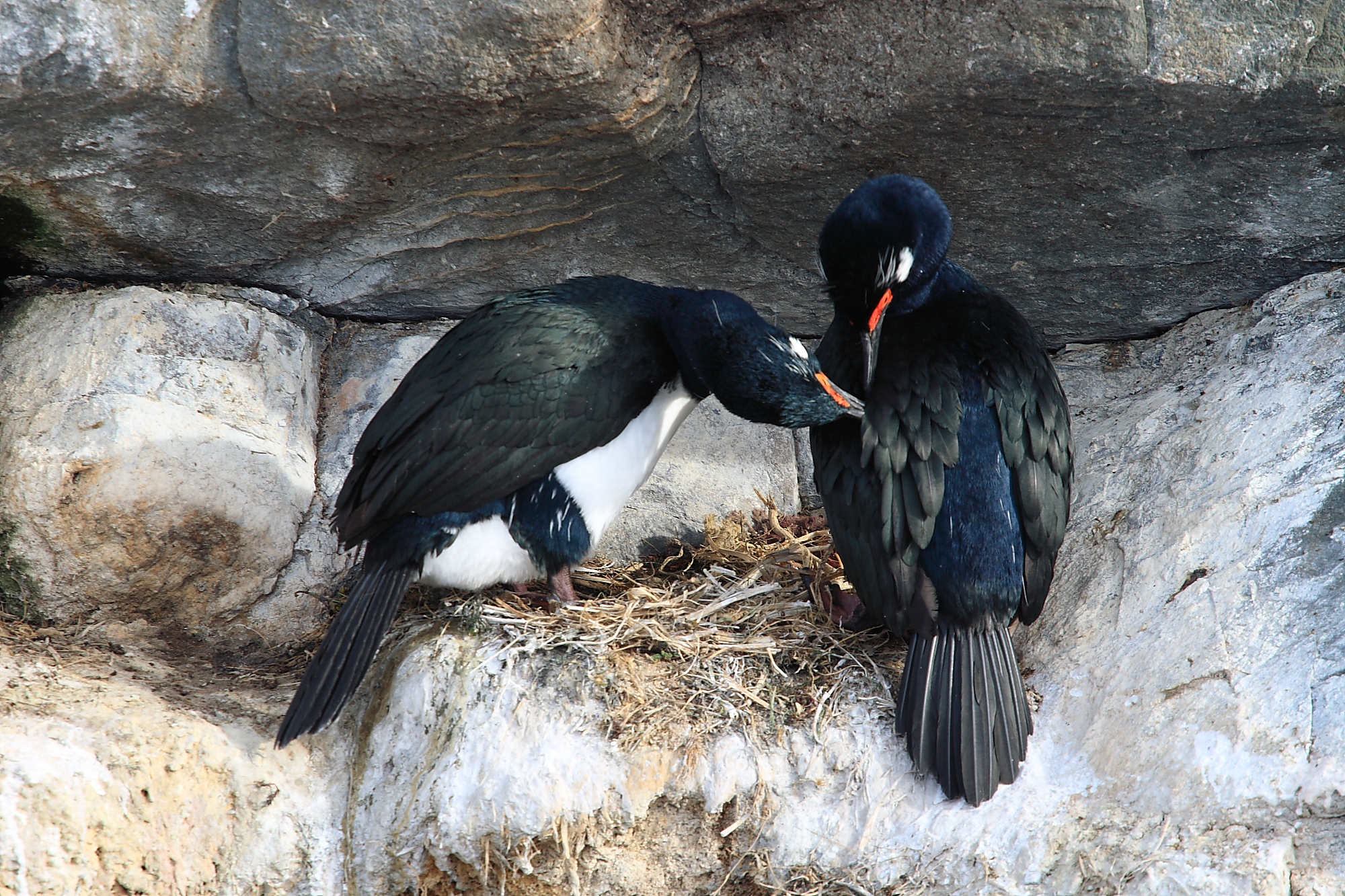
Un nido de cormorán de Magallanes (Phalacrocorax magellanicus)
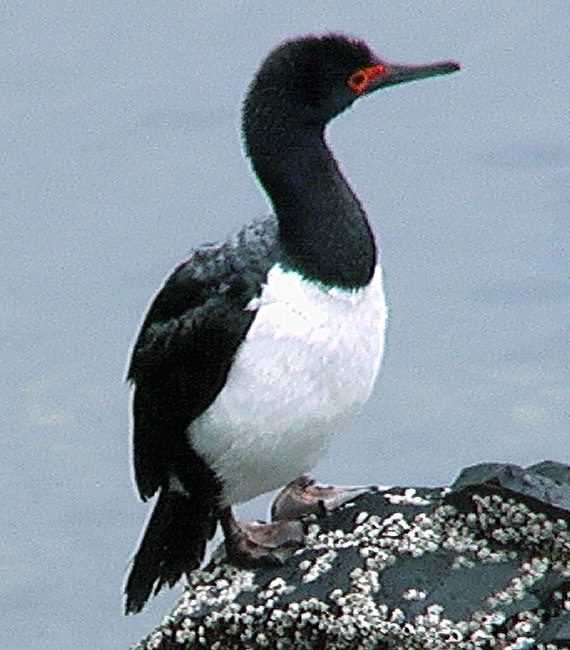
Cormorán de Magallanes (Phalacrocorax magellanicus)
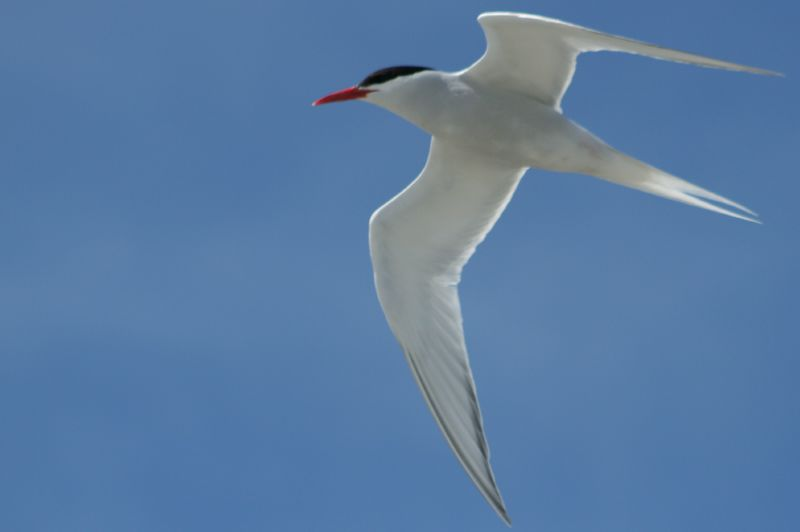
Gaviotín cola larga (Sterna hirundinacea).
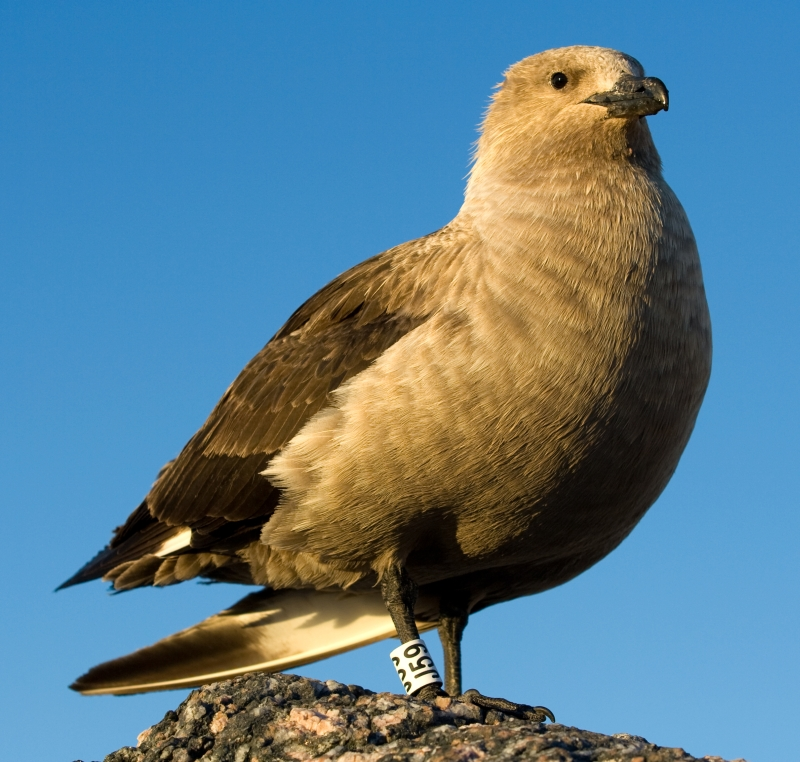
Skua antártico (Stercorarius antarcticus)
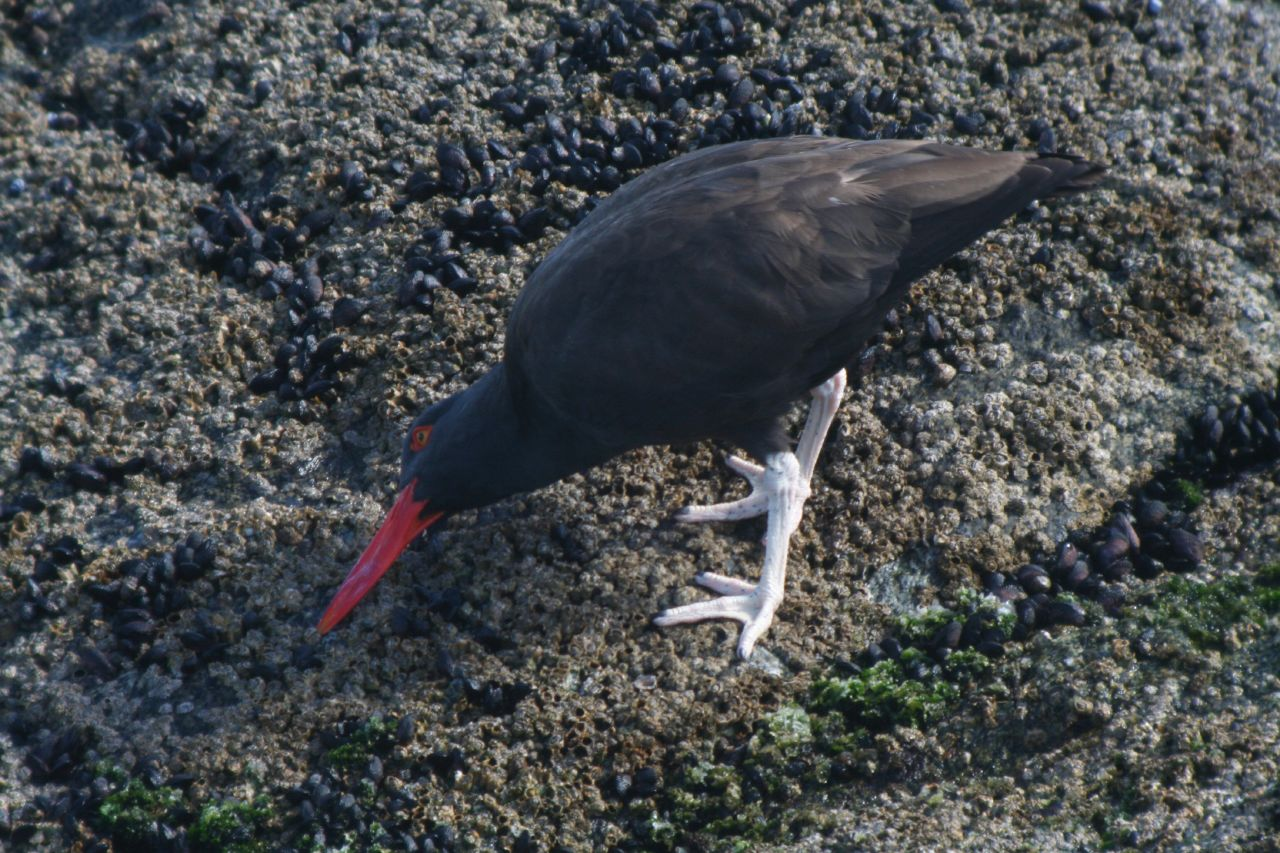
Ostrero negro (Haematopus ater).
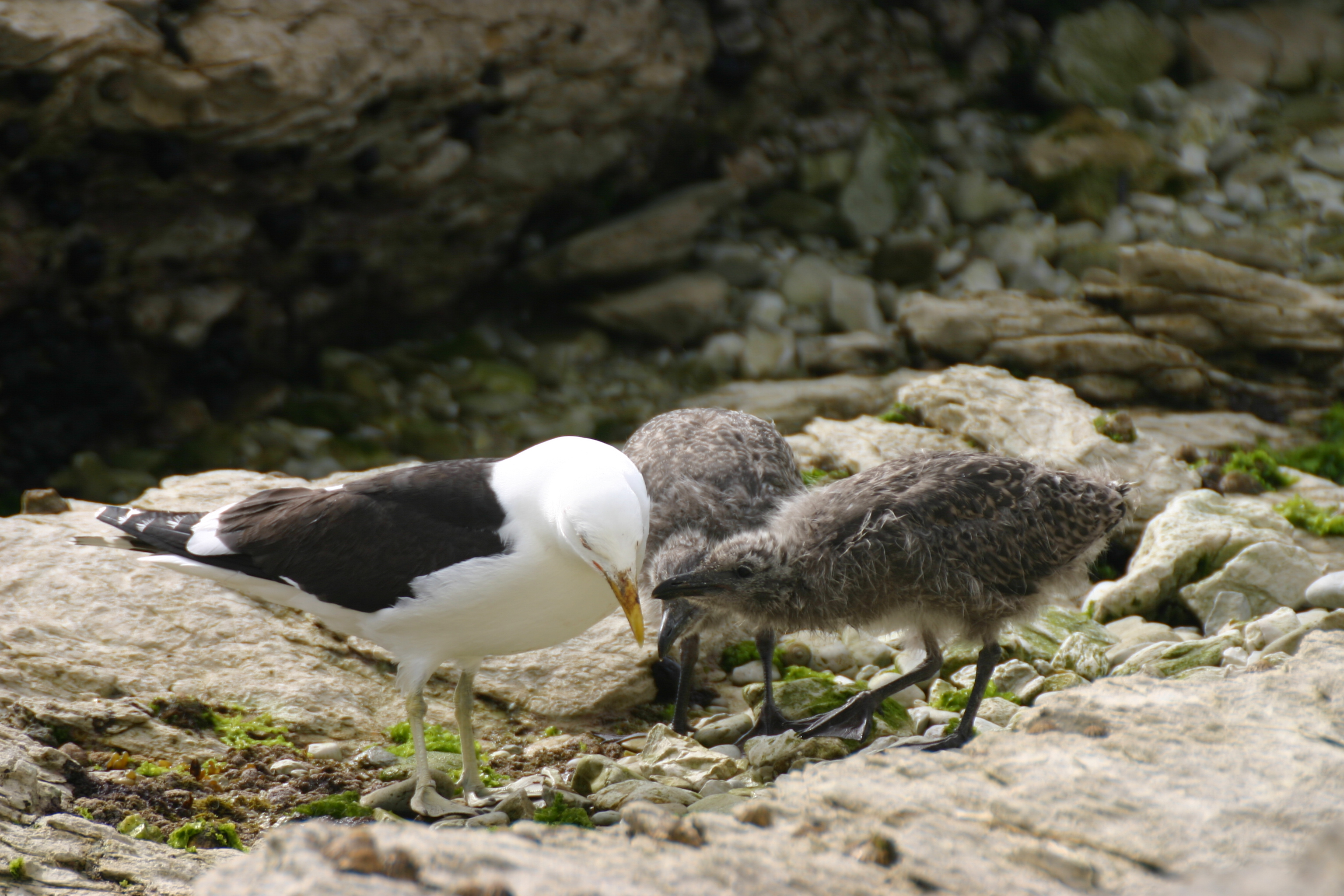
Gaviota cocinera (Larus dominicanus).
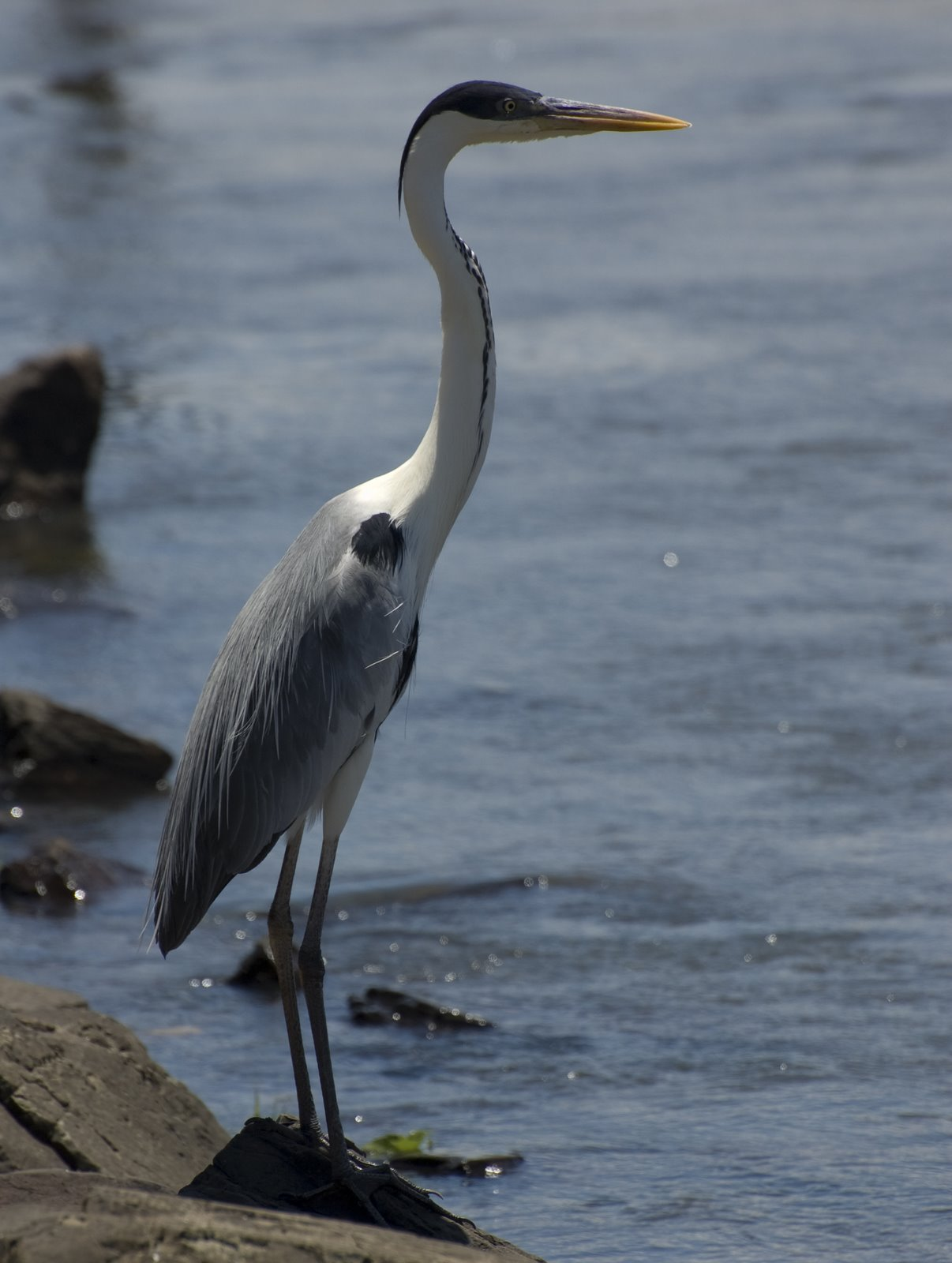
Garza mora (Ardea cocoi).
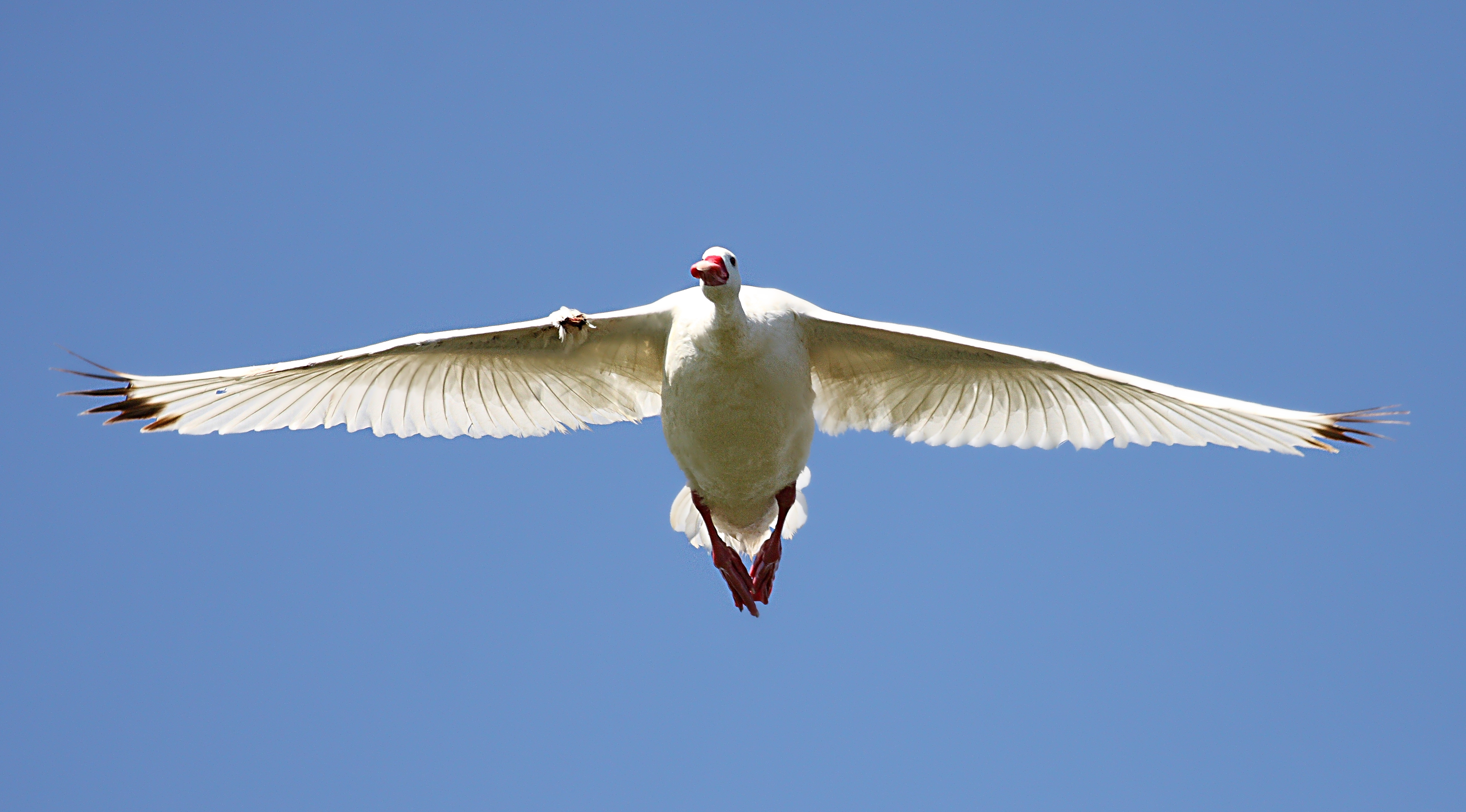
Cisne coscoroba(Coscoroba coscoroba).
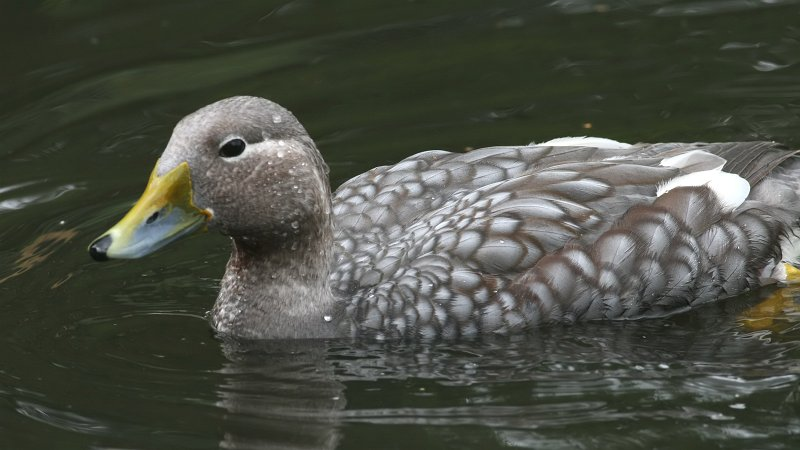
Pato vapor volador (Tachyeres patachonicus).
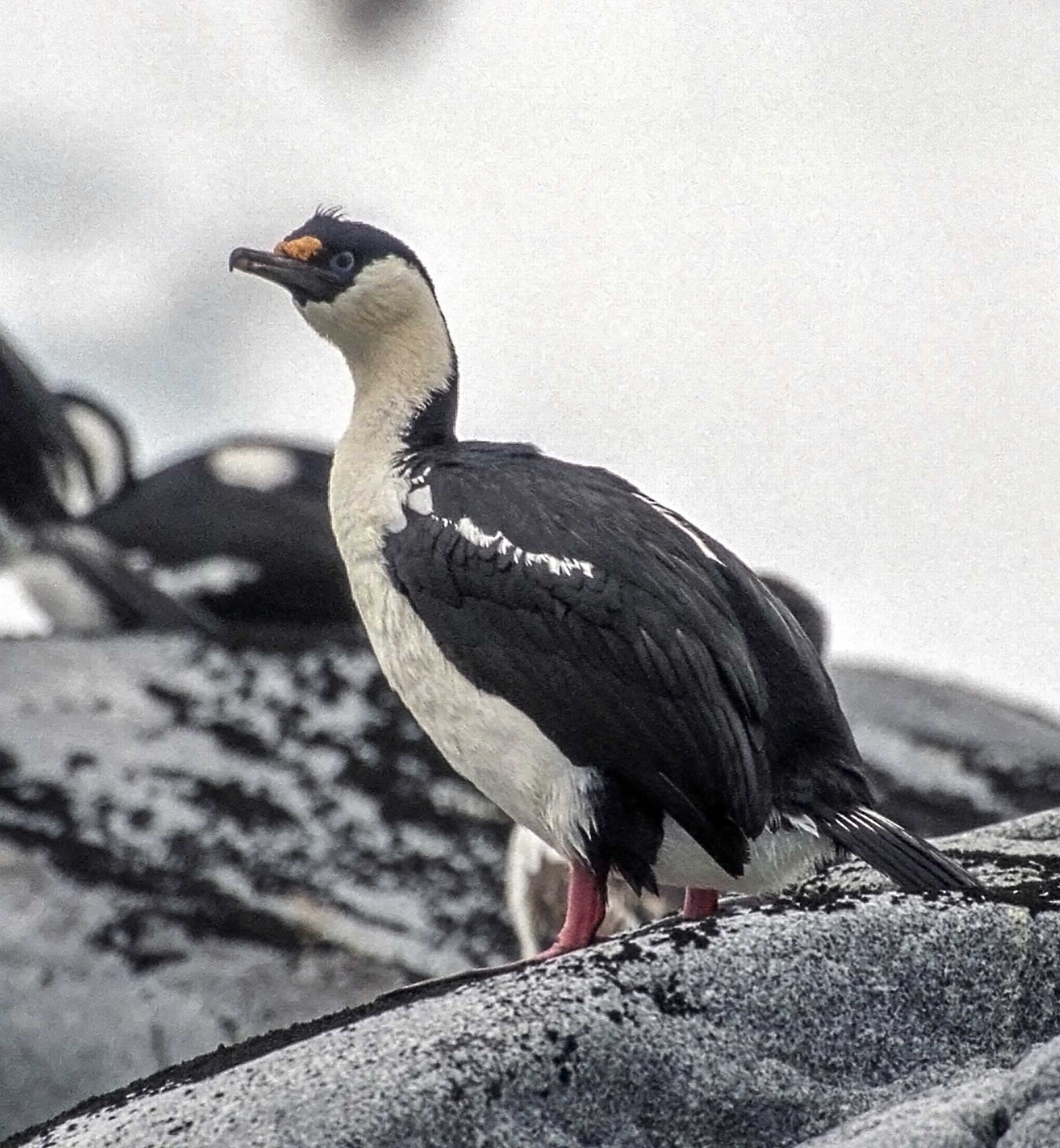
Cormorán imperial (Leucocarbo atriceps).
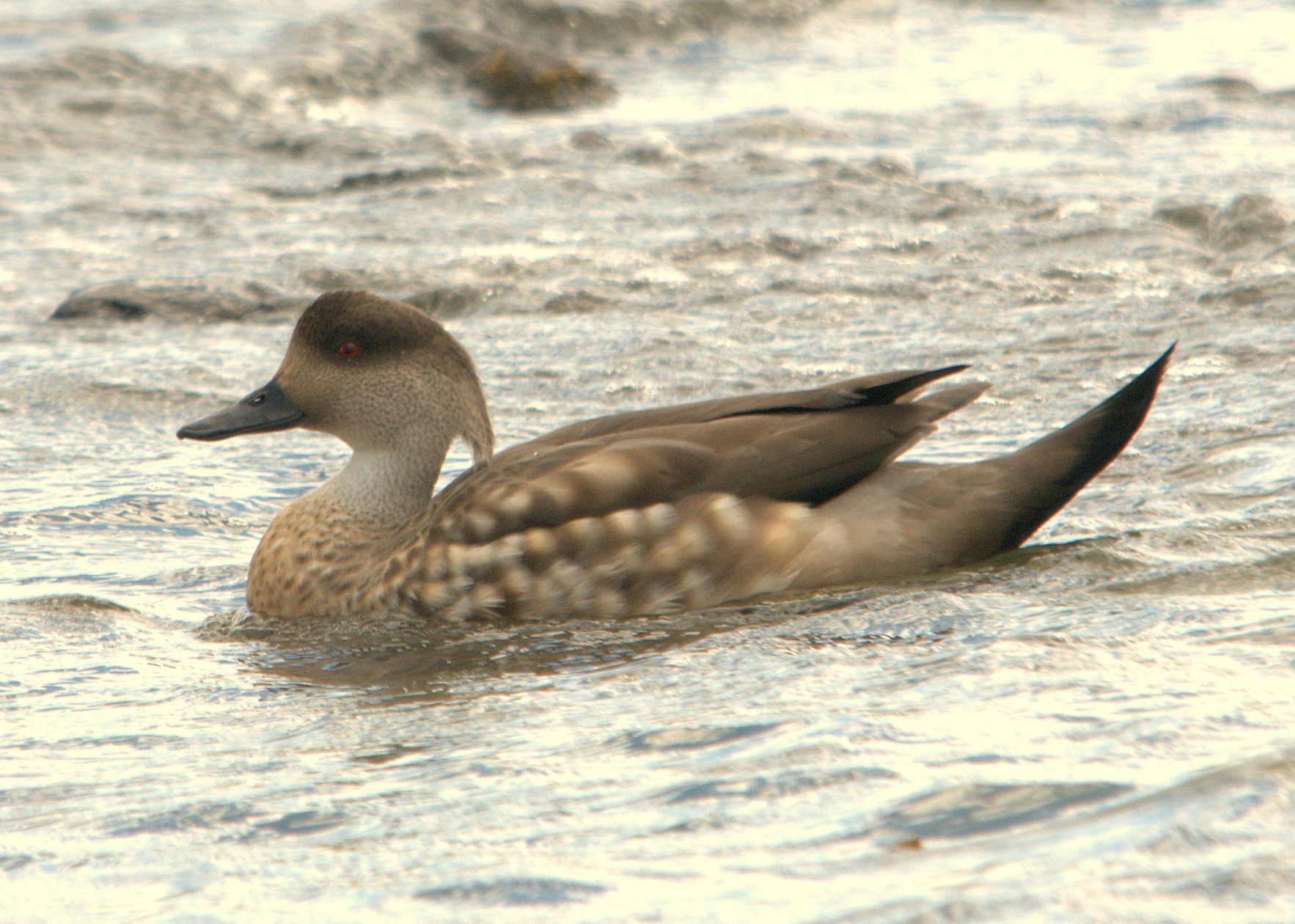
Patos crestones (Lophonetta specularioides).
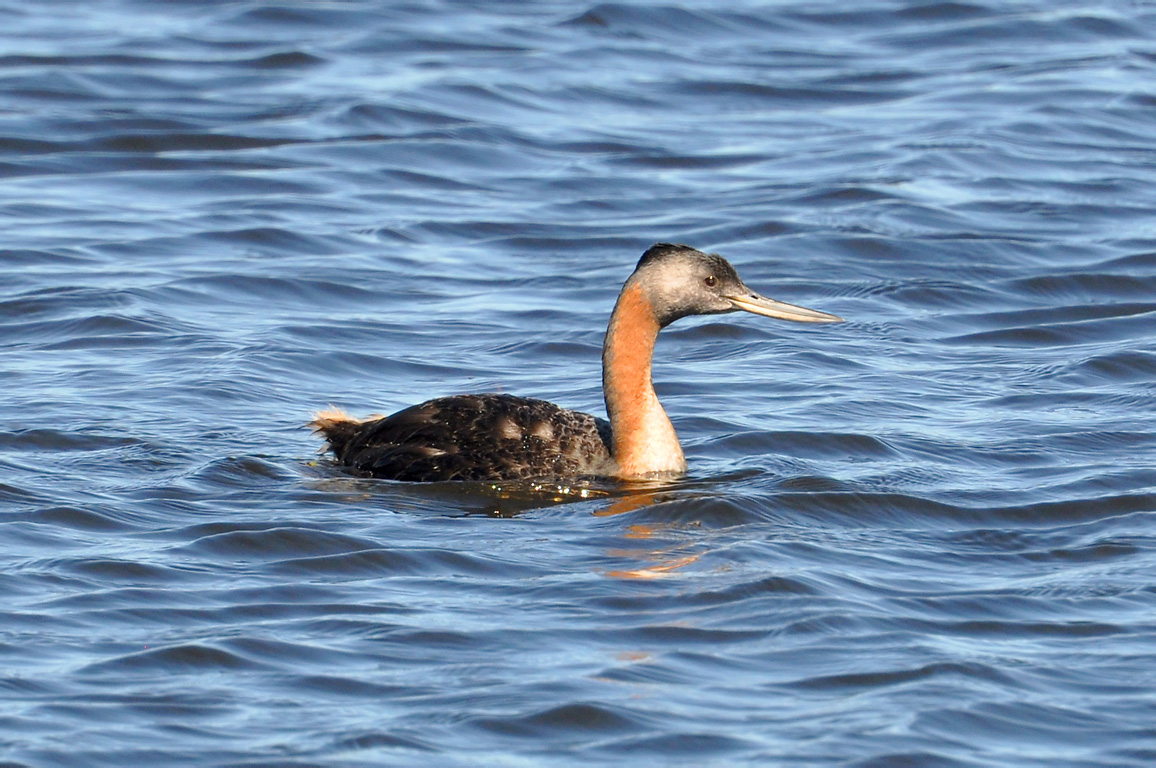
Macá grande (Podiceps major).
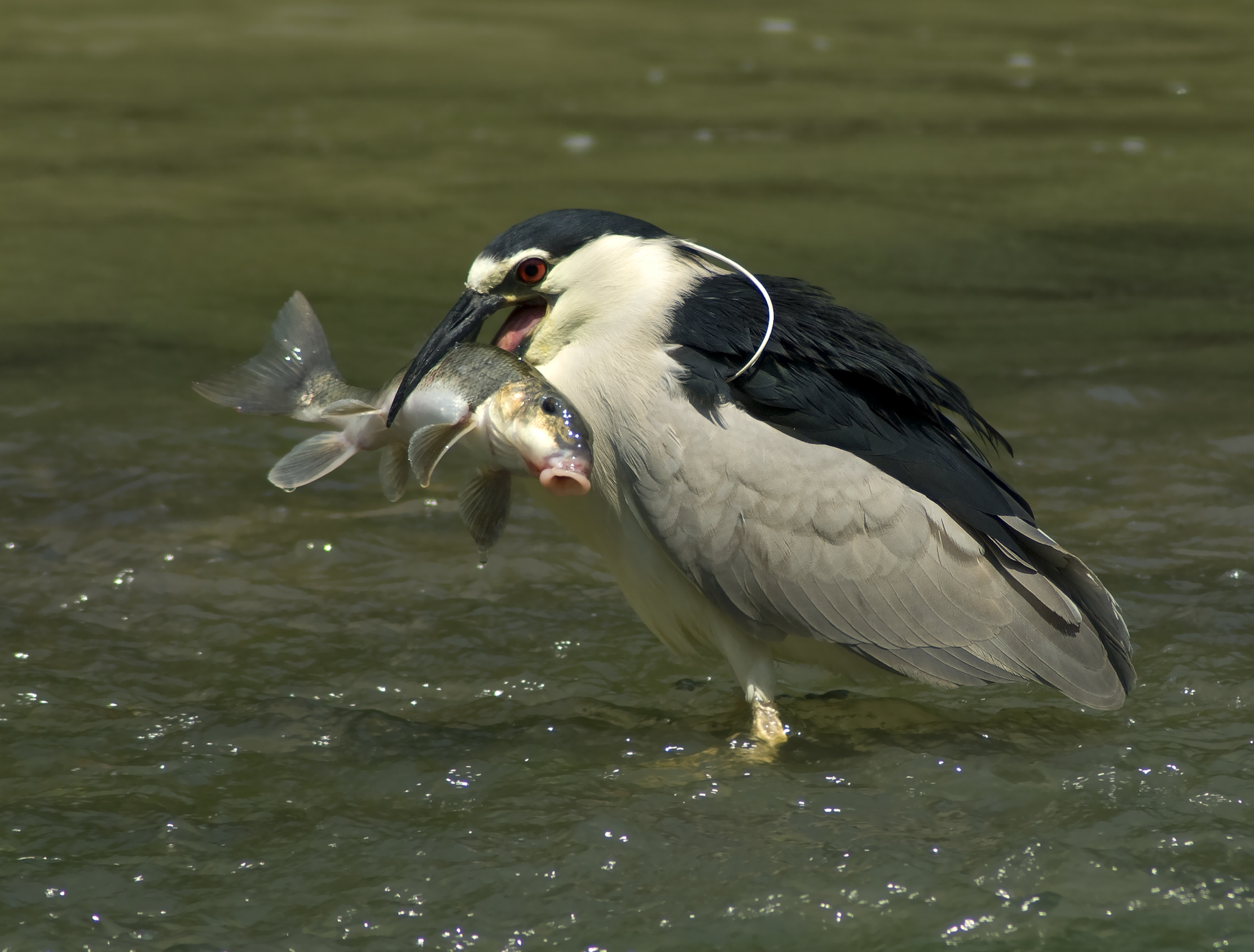
Martinete común (Nycticorax nycticorax).
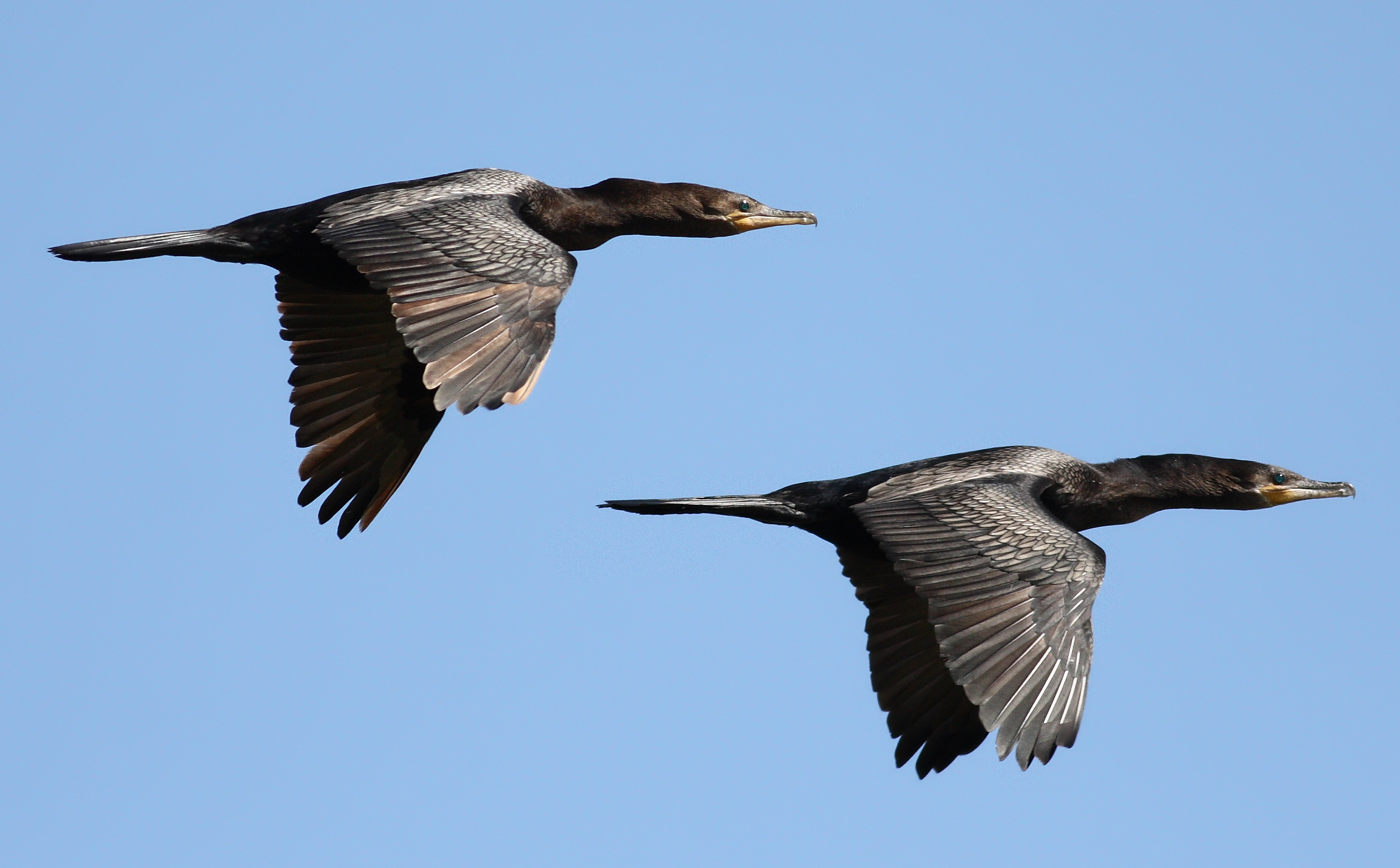
Biguás (Phalacrocorax brasilianus).
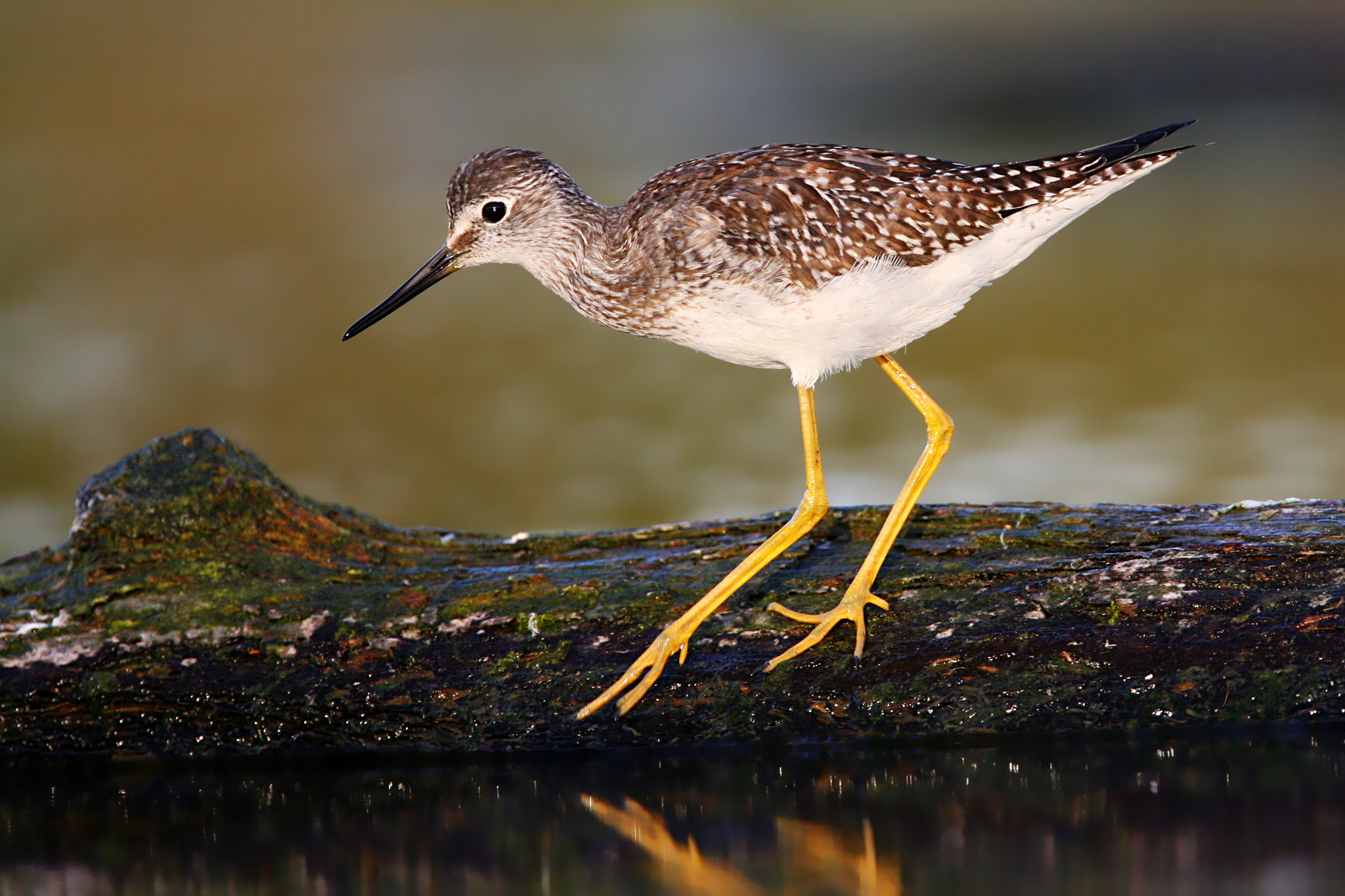
Pitotoy chico (Tringa flavipes).
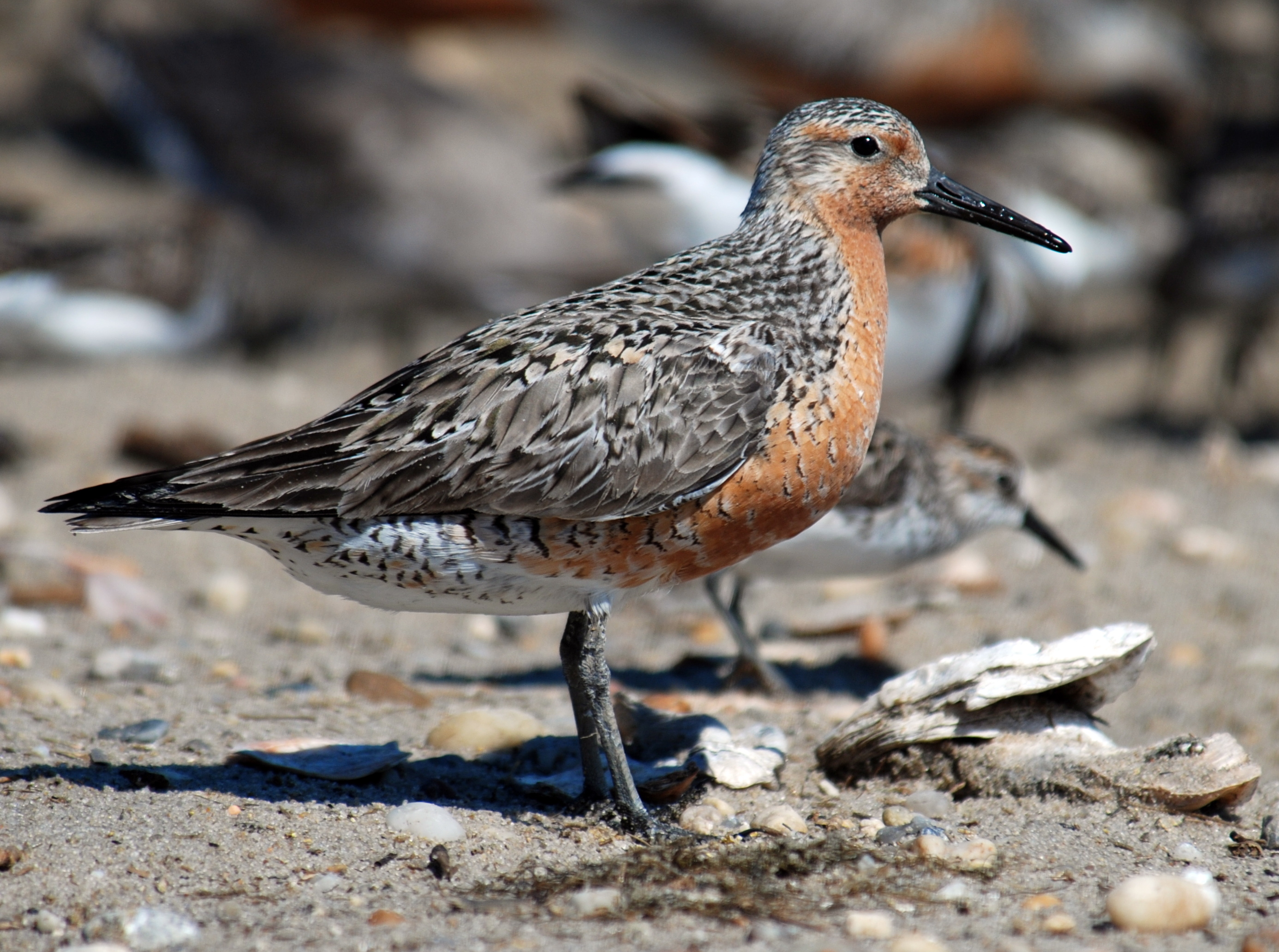
Playero rojizo(Calidris canutus).
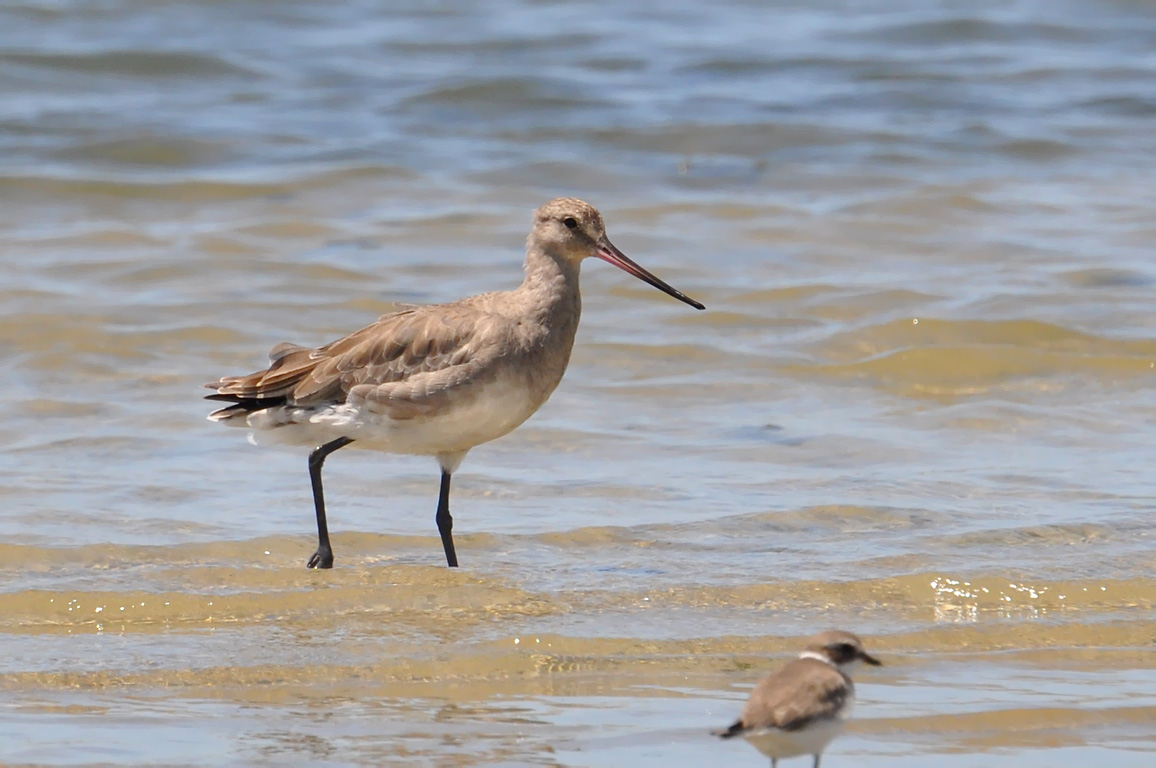
Becasa de mar (Limosa haemastica).
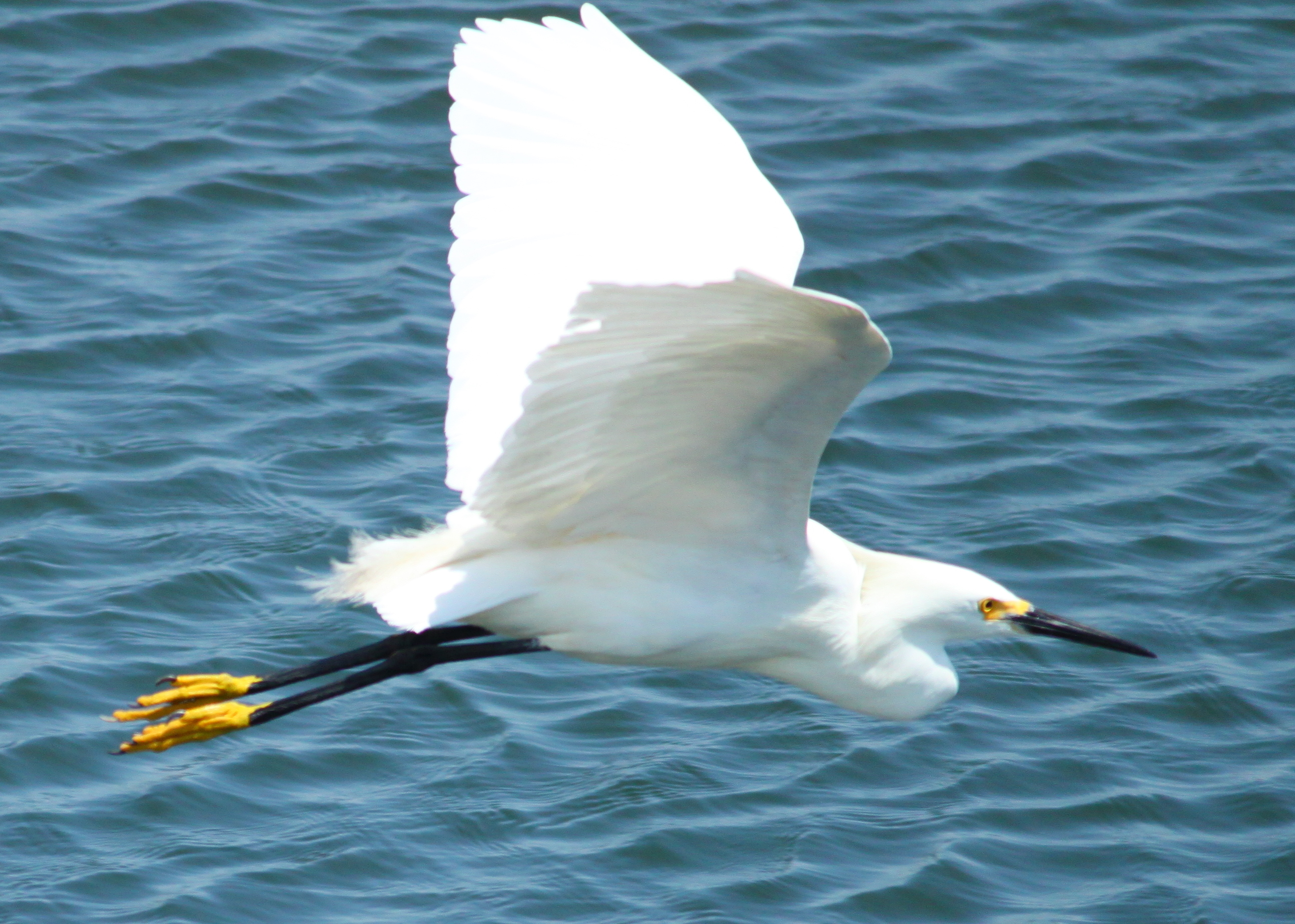
Garcita blanca (Egretta thula).
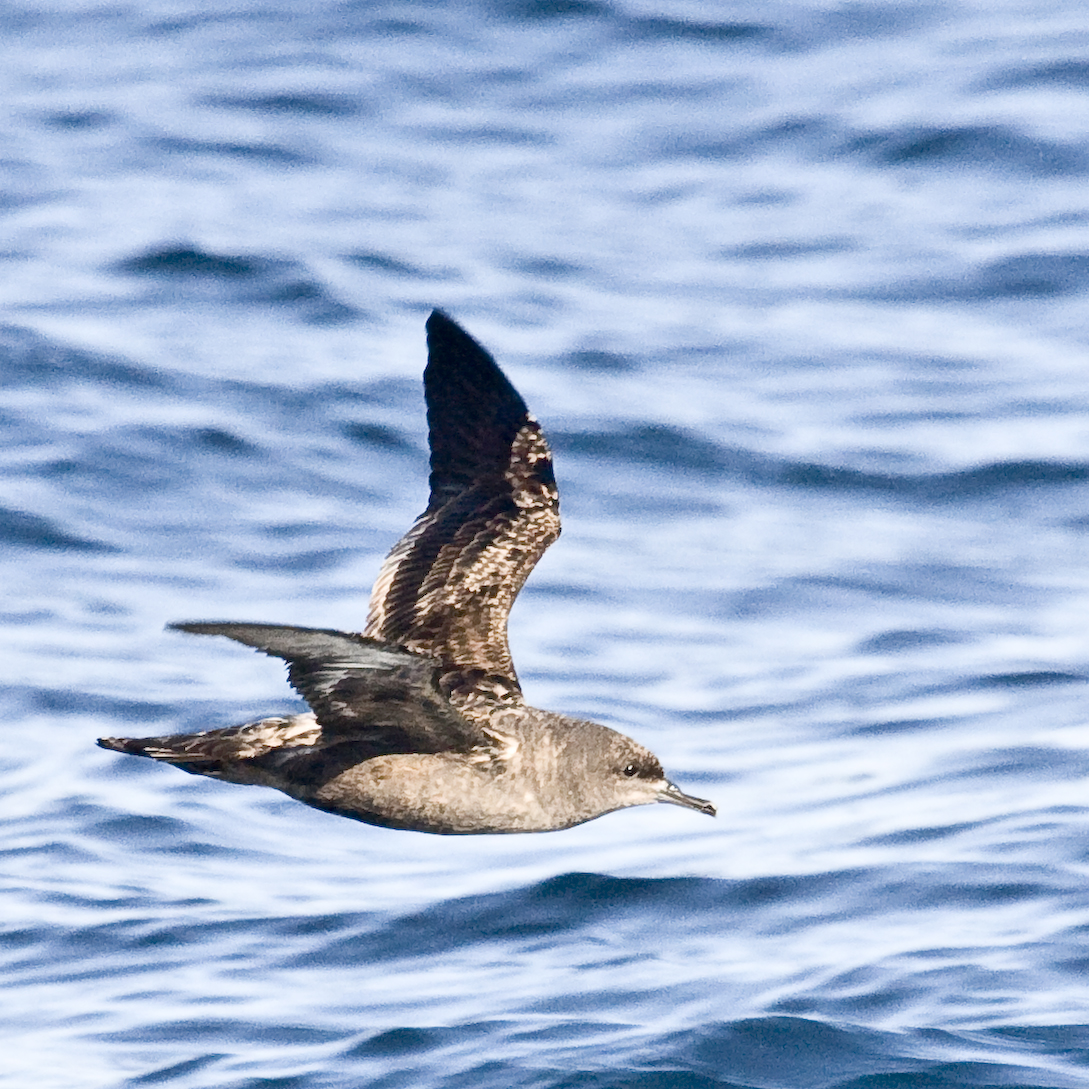
Pardela oscura (Puffinus griseus).
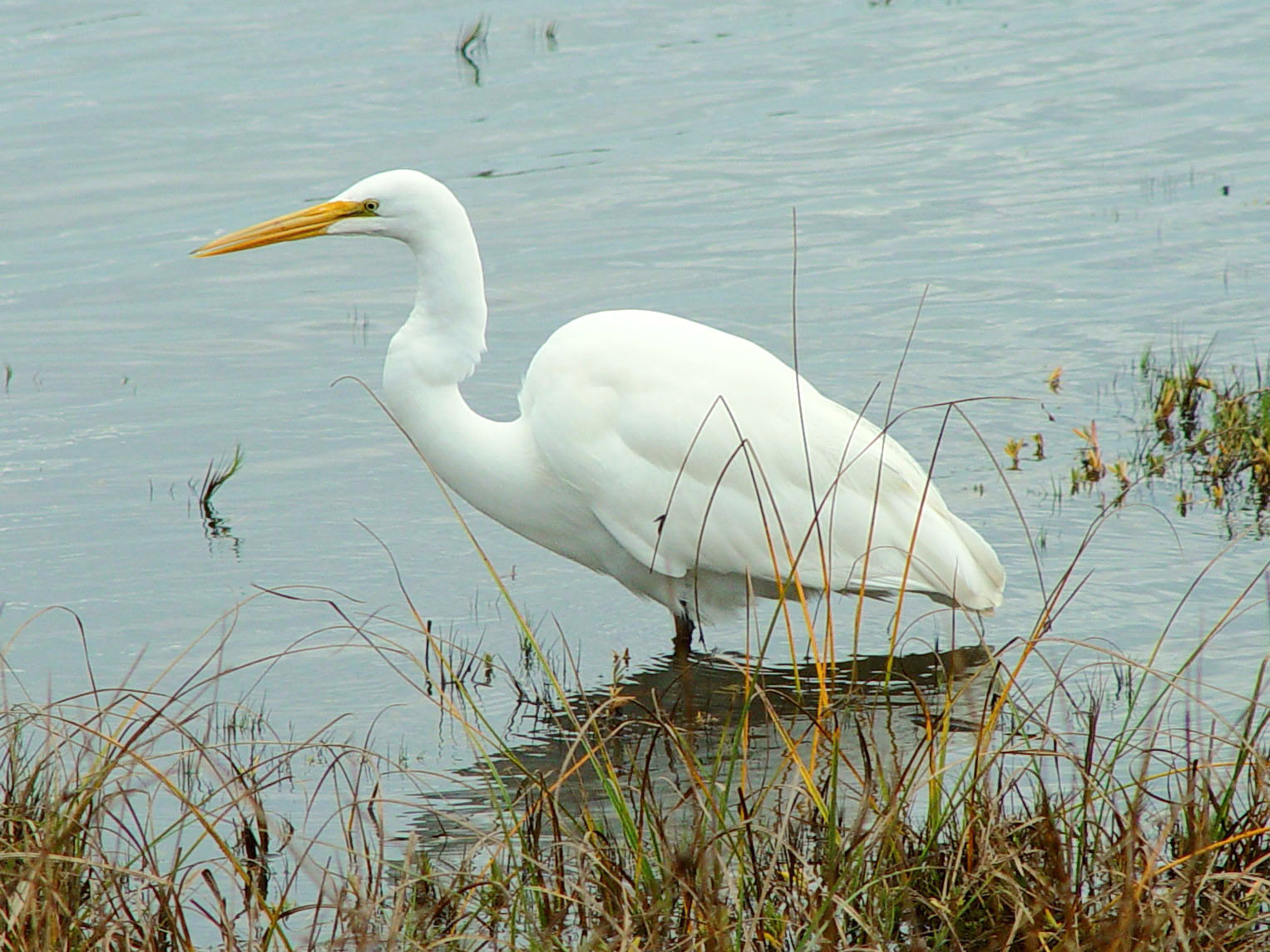
Garza blanca (Ardea alba).
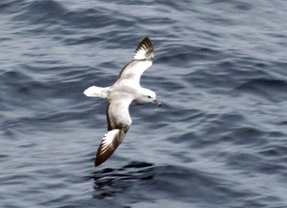
Petrel austral (Fulmarus glacialoides).
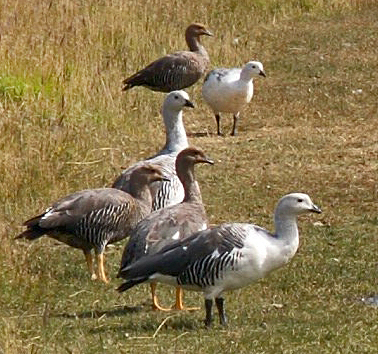
Cauquén común, o ganso de Magallanes (Chloephaga picta).
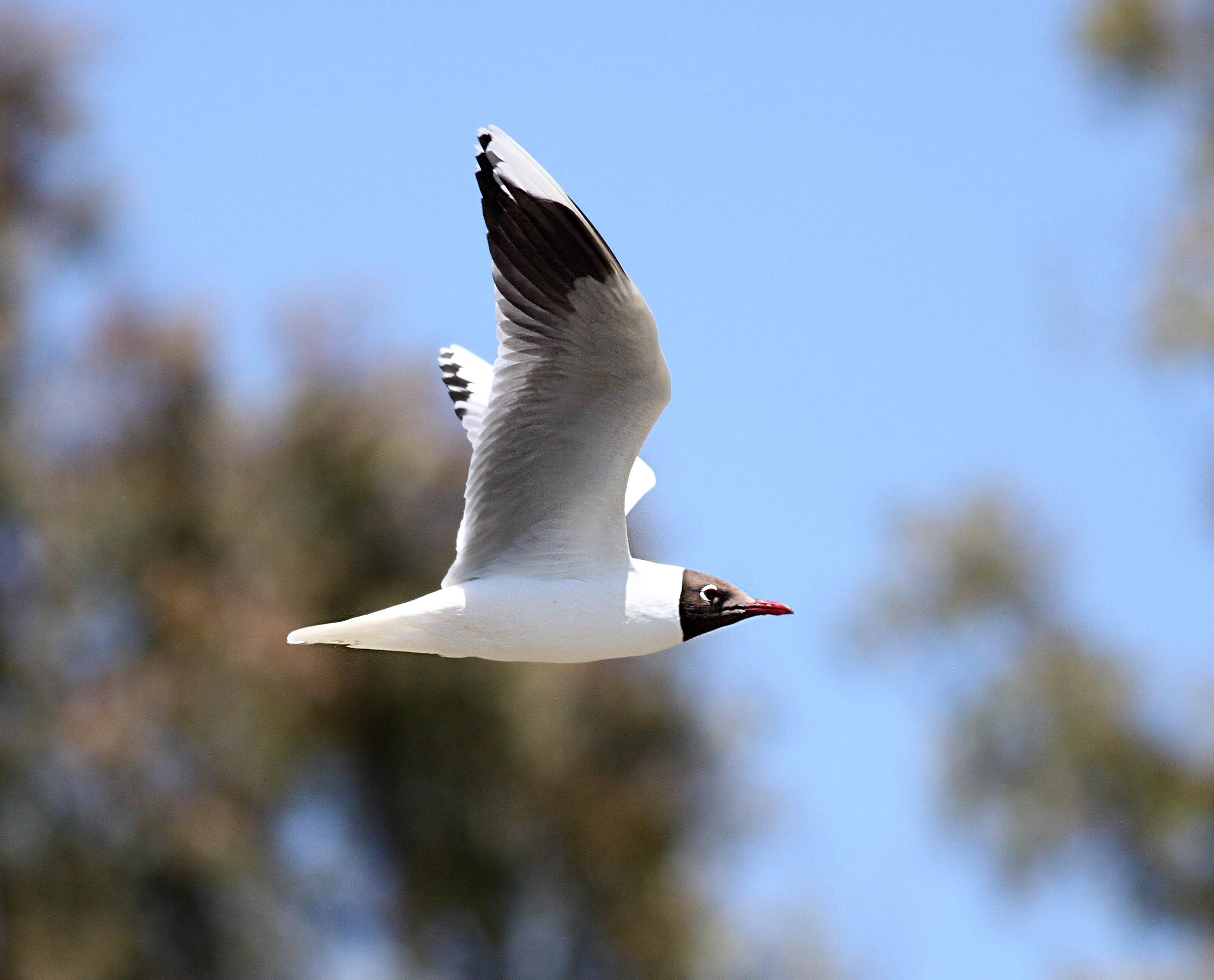
Gaviota capuchina (Larus maculipennis).
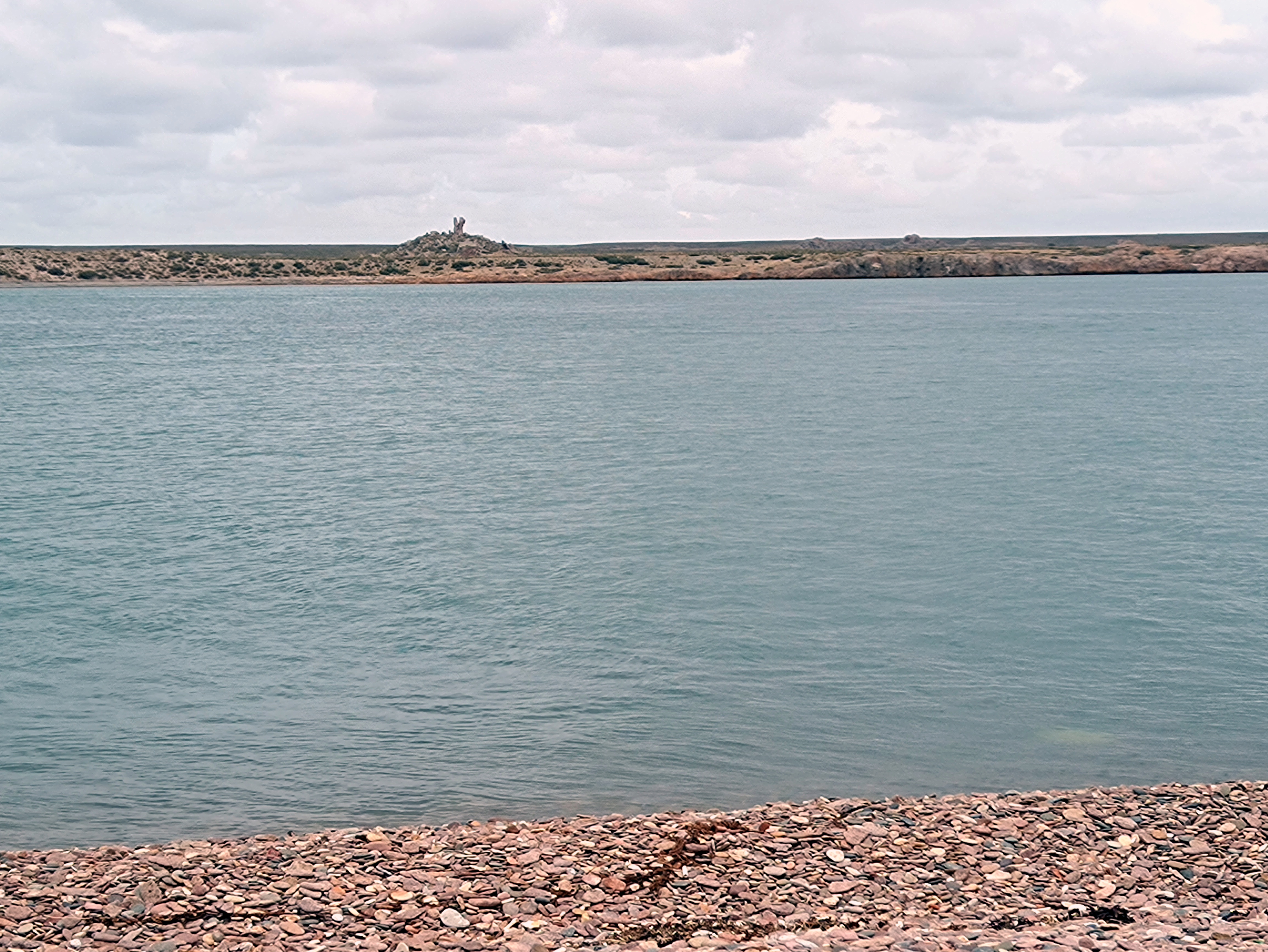
Angostura de la ría frente ala Piedra Toba.
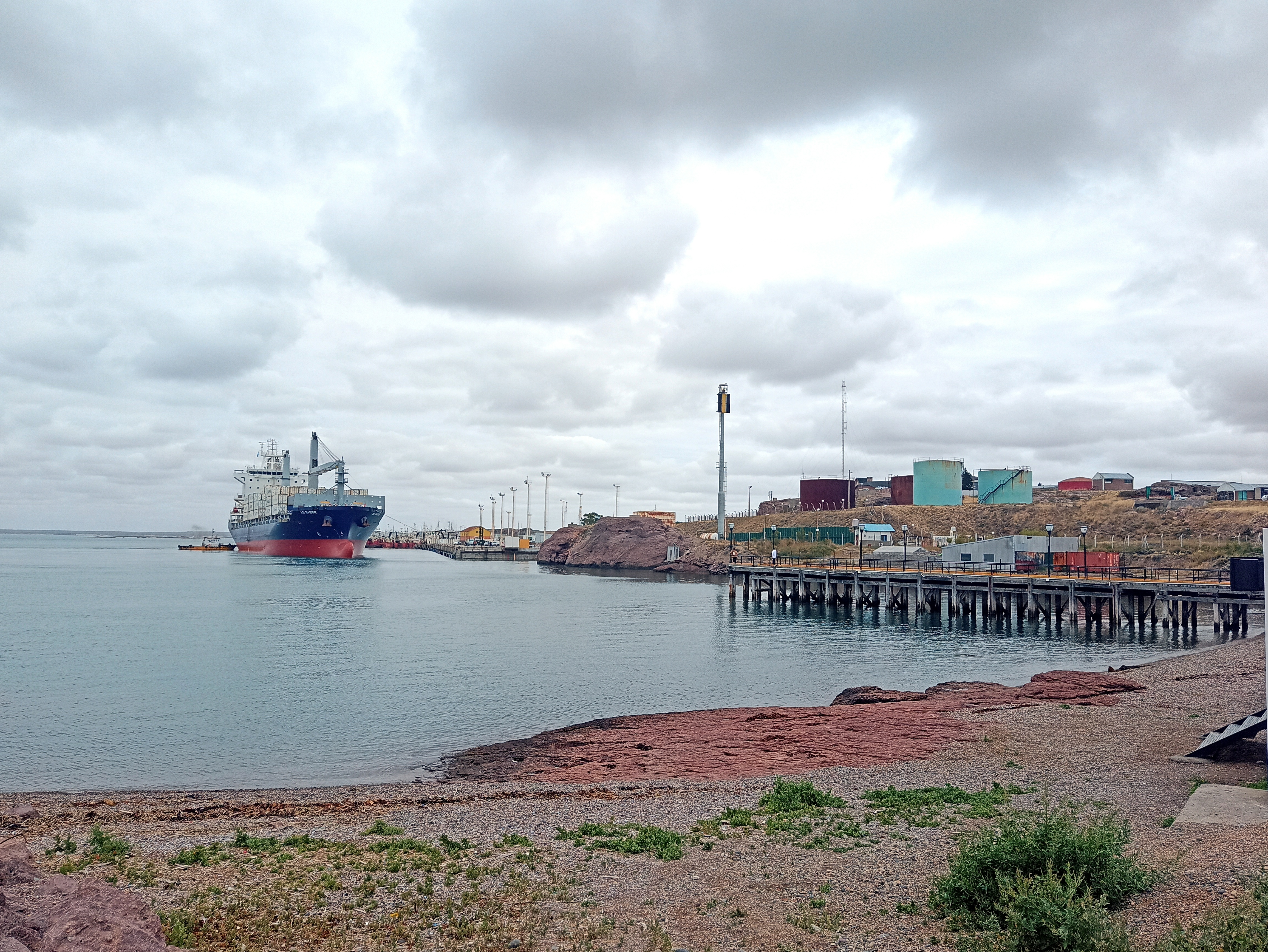
Operaciones de cargas en la zona cercana al muelle.